# Лукиан (Флоря)
Архиепи́скоп Лукиа́н (рум. Arhiepiscop Lucian, в миру Симьон Флоря, рум. Simion Florea; 3 апреля 1923, коммуна Стремц, жудец Алба — 30 августа 2004, Констанца) — епископ Румынской православной церкви.

## Биография
Окончил начальную школу, поступил в православную семинарию-лицей им. Вениамина Костаки, расположенного близ Монастыря Нямц, а затем посещает курсы факультета православной теологии в Бухаресте, а докторантуры последовали за ними в рамках Богословского собрания в Бухаресте и Иерусалиме в период с 1960 по 1963 и 1971—1974 годы.
В декабре 1949 года, с благословением епископа Нижнедунайского Анфима (Ники) поступил в Монастырь Шихастра в жудеце Вранча. 13 марта 1950 года был пострижен в монашество с наречением имени Лукиан.
17 июля 1950 года в Сихаструском монастыре епископ Нижнедунайский Кесарий (Паунеску) рукоположил иеродиакона.
15 августа 1958 года в кафедральном соборе города Бузэу епископом Анфимом (Ангелеску) был рукоположен в сан иеромонаха.
В 1960—1963 годах был профессором Православной духовной семинарии-лицее при Монастыре Черника близ Бухареста.
5 марта 1963 года назначен управляющим румынскими подворьями в Иерусалиме и Иордане и представителем Румынской православной церкви на Святой Земле, после чего в Храме Гроба Господня в Иерусалиме Патриархом Иерусалимским Венедиктом был возведён в сан архимандрита. Прослужил на Святой Земле до декабря 1974 года.
Он восстановил восстановила румынскую церковь в Иерусалиме, разрушенную войной 1947 года, заботясь о её живописи и обустройстве, заботясь о её росписи и утвари. Работы были завершены к маю 1975 года. В освящении участвовали семь иерархов и многочисленные священнослужители и паломники, в присутствии большого числа верующих из Святой Земли. Он также позаботился о восстановлении дома причта в Иерусалиме и румынского скита на Иордане. Был активным членом экуменической исследовательской комиссии, налаживая контакты с разными иерархами и руководителями христианских церквей.
13 декабря 1974 года Священный Синод Румынской православной церкви, проанализировав плодотворную деятельность архимандрита Лукиана, избрал его викария Румынской православной архиепископии Центральной и Западной Европы, базирующейся в Париже. 22 декабря 1974 года в патриаршем соборе в Бухаресте Патриархом Румынский Иустин возглавил его епископскую хиротонию.
После смерти правящего архиерея Архиепископии Центральной и Западной Европы архиепископа Феофила (Ионеску), епископ Лукиан возглавил данную епархию в качестве временного управляющего и пробыл в этой должности до своего возвращения в Румынию в сентябре 1980 года. Служа в Архиепископии Центральной и Западной Европы, он основал румынские приходы в разных европейских странах, издал вторую серию журнала «Vestitorul» (Вестник), в Париже принял участие в нескольких экуменических собраниях, трудился в Ассоциации «Альпы-Карпаты», являясь почетным президентом и т. д.
16 июля 1980 года был избран викарием Сибиуской архиепископии с титулом «Фэгэрашский», и пробыл в этой должности до октября 1985 года.
По просьбе архиепископа Томисского и Нижнедунайского Анфима, епископ Лукиан (Флоря) 30 сентября 1985 года был избран викарным архиереем в этом епархии с титулом «Томитийский» с резиденцией в Констанце. 24 ноября 1985 года в архиепископском Соборе Святых Апостолов Петра и Павла в Констанце состоялась его интронизация.
Как викарный епископ, епископ Лукиан участвовал в различных экуменических собраниях в стране и за рубежом, а как член Комиссии по церковной истории Румынии опубликовал статьи, исследования, обзоры и т. д., В центральных церковных журналах и других журналах и епархиальный периодических изданиях.
В качестве викарного епископа Томисской и Нижнедунайской архиепископии он служил в приходах и монастырях, рукоположил священников, освящал церкви, председательствовал на священнических конференциях, совершал канонические визиты, руководил жизнью духовенства и верующих во всей Добрудже.
12 февраля 1990 года Томисская и Нижнедунайская архиепископия была разделена на Томисскую архиепископию и Нижнедунайскую епископию. Священный Синод Румынской православной церкви счёл епископа Лукиана достойным кандидатом на замещения возрождённый Томисской архиепископии и 4 апреля того же года назначил его её временным управляющим. Он был избран архиепископом Томисским Церковной избирательной коллегией 27 сентября того же года. 25 ноября того же года в архиепископском Соборе святых апостолов Петра и Павла в Констанце состоялась его интронизация.
12 сентября 2000 году уволен на покой по болезни и остаток жизни привёл в архиепископской резиденции в Констанце. Скончался 30 августа 2004 года в Костанце. Он стал единственным иерархом, похороненным в здании собора Святого Апостола Петра и Павла.

## Публикации
- Participarea și contribuția Bisericii Ortodoxe Române la conferințele interortodoxe, în prima jumătate a secolului al XX-lea // «Ortodoxia», an. XIV, 1962, nr. 1 −2, p.181-197;
- Activitatea culturală a lui Grigorie al ll-lea de la Colţea, mitropolitul Ungrovlahiei (1760—1787) // Studii Teologice, Seria a II-a, XV, 1963, nr. 3 — 4, p. 221—231;
- Aspecte din viaţa si activitatea mitropolitului Mitrofan al Ungrovlahiei (1716—1719). // Glasul Bisericii, an. XXVI, 1967, nr. 3-4, p. 275—282,
- Ortodocșii din Brașov în lupta cu uniația, în prima jumătate asecolului al XVIII-lea // Glasul Bisericii, XXVII, 1968, nr. 9-10, p. 991—1003;
- Duhul Sfânt în Vechiul Testament // «Ortodoxia», XXXVI, 1984, nr. 4, p. 550—560;
- Duhul Sfânt — persoană dumnezeiască în lumina Noului Testament // Mitropolia Ardealului, an. XXX, 1985, nr. 1-2, p. 9-19;
- Întâlnirea Mântuitorulu Hristos la Ierihon cu vameșul Zaheu // Mitropolia Ardealului, an. XXX, 1985, nr. 3 — 4, p.171 — 180;
- Cuviosul Irinarh de la Horaița si cuviosul Ioan Iacob de la Neamsu-Hozevitul // vol. Sfinti romani si aparatori ai legii stramosesti, Bucuresti, 1987, p. 511—519 si 550—576;
- Unde trebuie situată Betsaida Iulias? // Biserica Ortodoxă Română, an. CIX, 1991, nr. 79, p.199-205.